# Адолф V (Холщайн-Зегеберг)
Адолф V фон Холщайн-Зегеберг (на немски: Adolf V von Holstein-Segeberg; ок. 1252; † 1308) от род Холщайн-Шауенбург, е граф на Холщайн-Кил (1263 – 1273) и Холщайн-Зегеберг (1273 – 1308).

## Биография
Той е големият син на граф Йохан I фон Холщайн-Кил († 1263) и съпругата му принцеса Елизабет Саксонска-Витенберг († 1293/1306), дъщеря на херцог Албрехт I от Саксония († 1261) и Агнес от Тюрингия († 1261).
След смъртта на баща му през 1263 г. Адолф V го наследява заедно с брат си Йохан II. Опекун им става чичо им граф Герхард I фон Холщайн-Итцехое († 1290). През 1273 г. страната се разделя между Адолф V и брат му Йохан II и чичо им Герхард I, който си осигурява Графство Шаумбург. Адолф получава Холщайн-Зегеберг.

## Фамилия
Адолф V се жени ок. 1280 за Еуфемия Померанска († сл. 1316), дъщеря на херцог Богислав IV от Померания-Волгаст. Те имат една дъщеря:
- Елизабет († 1318), омъжена пр. 29 октомври 1307 г. за граф Буркхард фон Линдау-Рупин († 1311)

## Печат
S(IGILLUM)*ADOLFI*COMITIS*HOLTSACIE*ET*(P)OMERANO (Siegel Adolfs Graf von Holstein und Pommern)